# Liste der Biografien/Henk
Liste der Biografien |
Portal Biografien |
Personensuche
# |
A |
B |
C |
D |
E |
F |
G |
H |
I |
J |
K |
L |
M |
N |
O |
P |
Q |
R |
S |
T |
U |
V |
W |
X |
Y |
Z |
?
 
Ha |
Hd |
He |
Hi |
Hj |
Hk |
Hl |
Hm |
Hn |
Ho |
Hr |
Hs |
Ht |
Hu |
Hv |
Hw |
Hy
 
Hea |
Heb |
Hec |
Hed |
Hee |
Hef |
Heg |
Heh |
Hei |
Hej |
Hek |
Hel |
Hem |
Hen |
Heo |
Hep |
Heq |
Her |
Hes |
Het |
Heu |
Hev |
Hew |
Hex |
Hey |
Hez
 
Hena |
Henb |
Henc |
Hend |
Hene |
Henf |
Heng |
Henh |
Heni |
Henj |
Henk |
Henl |
Henm |
Henn |
Heno |
Henq |
Henr |
Hens |
Hent |
Henu |
Henv |
Henw |
Heny |
Henz
Die Liste der Biografien führt alle Personen auf, die in der deutschsprachigen Wikipedia einen Artikel haben. Dieses ist eine Teilliste mit 203 Einträgen von Personen, deren Namen mit den Buchstaben „Henk“ beginnt.

## Henk
- Henk, Emil (1893–1969), deutscher Politiker (SPD), MdL Württemberg-Baden und Baden-Württemberg, Widerstandskämpfer gegen den Nationalsozialismus
- Henk, Ludwig von (1820–1894), deutscher Vizeadmiral und Politiker, MdR
- Henk, Malte (* 1976), deutscher Journalist

### Henke
- Henke, Adolph (1775–1843), Begründer der Rechtsmedizin, Hochschullehrer für Physiologie, Pathologie und Staatsarzneikunde in Erlangen
- Henke, Alfred (1868–1946), deutscher Politiker (SPD, USPD), MdBB, MdR
- Henke, Andreas (* 1962), deutscher Politiker (Linke)
- Henke, Angela (* 1978), deutsche Juristin, Richterin am Bundesverwaltungsgericht
- Henke, Anna Christine (1753–1827), deutsche Theaterschauspielerin
- Henke, Anton (1854–1918), deutscher Tier- und Landschaftsmaler der Düsseldorfer Schule
- Henke, Auguste (1867–1951), deutsche liberale Politikerin
- Henke, Bodo (* 1937), deutscher Maler und Bildhauer
- Henke, Brad William (1966–2022), US-amerikanischer Schauspieler
- Henke, Christian Joseph (1885–1958), niederländischer Maler und Zeichner
- Henke, Christina (* 1984), deutsche Politikerin (CDU) und politische Beamtin
- Henke, Dorit (* 1953), deutsche Schauspielerin
- Henke, Eduard (1783–1869), deutscher Rechtswissenschaftler, Kriminalwissenschaftler und Hochschullehrer
- Henke, Erich (* 1931), deutscher Verwaltungsbeamter und Politiker (SPD), MdB
- Henke, Ernst (1804–1872), deutscher lutherischer Theologe
- Henke, Ernst (1881–1974), deutscher Jurist und Manager in der Elektrizitätswirtschaft
- Henke, Eugenio (1909–1990), italienischer Admiral, Geheimdienstchef, Generalstabschef
- Henke, Friedrich (1868–1943), deutscher Pathologe
- Henke, Friedrich (1878–1951), deutscher Tabakarbeiter und Politiker (SPD)
- Henke, Gebhard (* 1955), deutscher Filmproduzent, WDR-Programmbereichsleiter und Professor
- Henke, Georg (1908–1986), deutscher Widerstandskämpfer und Diplomat der DDR
- Henke, Gottlieb Christian (* 1743), deutscher Theaterschauspieler und Sänger
- Henke, Guido (* 1964), deutscher Politiker (SED, Die Linke), MdL
- Henke, Hans Jochen (* 1945), deutscher Politiker (CDU), Oberbürgermeister von Ludwigsburg, MdB und Staatssekretär im BundesverkehrsministeriumHans Jochen Henke (* 1945)

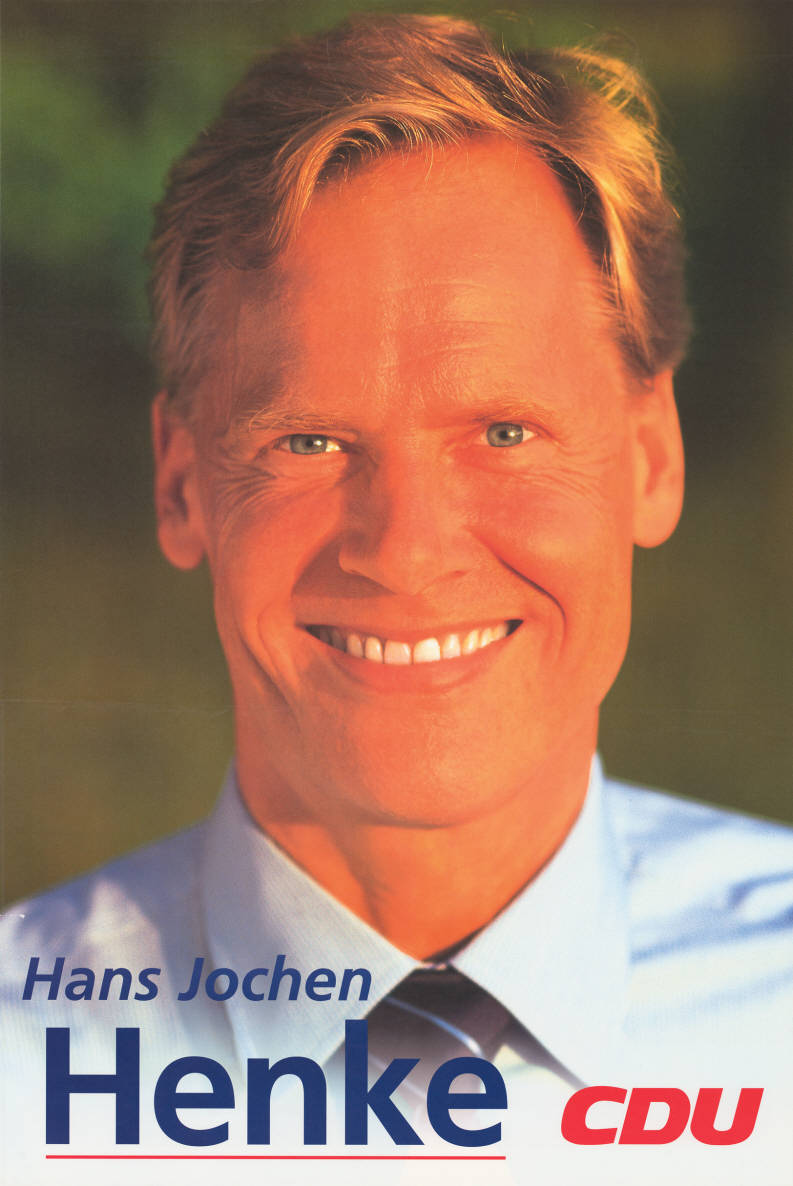
Hans Jochen Henke (* 1945)

- Henke, Heinrich Philipp Konrad (1752–1809), deutscher lutherischer Theologe und Gelehrter
- Henke, Herbert (1913–1999), sowjetischer Schriftsteller und Dichter
- Henke, Hermann (1890–1972), deutscher Politiker (CDU), MdL
- Henke, Holger (* 1960), deutsch-amerikanischer Politikwissenschaftler
- Henke, Hugo (1888–1945), deutscher kommunistischer Politiker
- Henke, Jana (* 1973), deutsche Schwimmerin
- Henke, Jörg (* 1961), deutscher Politiker (AfD), MdL
- Henke, Karl Wilhelm (* 1948), deutscher Stenograf, Lehrbuchautor und ehemaliger Präsident des Deutschen Stenografenbundes
- Henke, Karl-Heinz (* 1949), deutscher Fußballspieler
- Henke, Klaus-Dietmar (* 1947), deutscher Zeithistoriker
- Henke, Klaus-Dirk (* 1942), deutscher Hochschullehrer, Professor für Volkswirtschaftslehre, Mitglied des Wissenschaftlichen Beirats beim Bundesministerium der Finanzen und Ökonom
- Henke, Lena (* 1982), deutsche Bildhauerin, Fotografin und Installationskünstlerin
- Henke, Matthias (* 1953), deutscher Musikwissenschaftler, Musiker und Komponist
- Henke, Mel (1915–1979), US-amerikanischer Pianist, Komponist und Arrangeur im Bereich des West Coast Jazz und Easy Listening
- Henke, Michael (* 1943), deutscher Politiker (Bündnis 90/Die Grünen)
- Henke, Michael (* 1957), deutscher Fußballspieler und -trainer
- Henke, Michael (* 1971), deutscher Logistikwissenschaftler und Hochschullehrer
- Henke, Norbert (* 1939), deutscher Jurist, Vorsitzender Richter am Bundessozialgericht
- Henke, Norbert (* 1956), deutscher Handballtrainer
- Henke, Oswald (* 1967), deutscher Sänger, Komponist und AutorOswald Henke (* 1967)

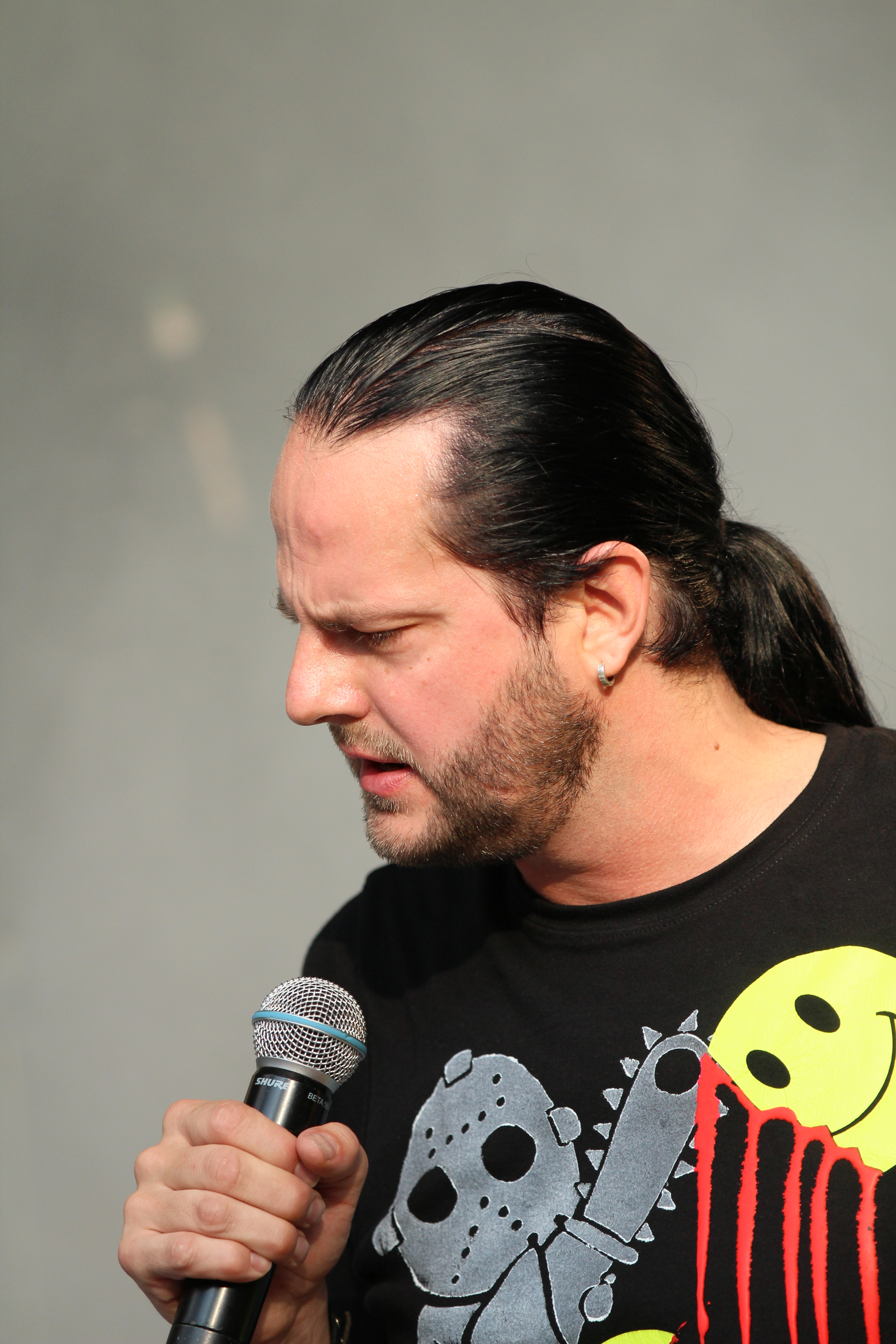
Oswald Henke (* 1967)

- Henke, Peggy (* 1969), deutsche Filmemacherin
- Henke, Rainer (* 1951), deutscher Klassischer Philologe
- Henke, Richard (1900–1963), österreichischer Chemiker und Erfinder
- Henke, Rita (* 1952), deutsche Politikerin (CDU); MdL
- Henke, Rob, US-amerikanischer Jazzmusiker (Trompete)
- Henke, Robert (* 1969), deutscher Musiker, Tongestalter und Hochschullehrer für Elektronische Musik
- Henke, Rolf (* 1956), deutscher Ingenieur, Professor und Berater für Luftfahrt
- Henke, Rudolf (* 1954), deutscher Mediziner und Politiker (CDU), MdL, MdB, Vorstandsvorsitzender des Marburger Bundes, Präsident der Ärztekammer Nordrhein
- Henke, Sandra (* 1973), deutsche Schriftstellerin
- Henke, Sarah (* 1982), deutsche Köchin
- Henke, Silvia (* 1962), Schweizer Literatur- und Kulturwissenschaftlerin und Publizistin
- Henke, Silvia Helene (* 1964), deutsche Autorin
- Henke, Svatopluk (* 1952), tschechoslowakischer Radrennfahrer
- Henke, Swantje (* 1971), deutsche Schauspielerin
- Henke, Thomas (* 1972), deutscher Film-, Video- und Medienkünstler
- Henke, Vanessa (* 1981), deutsche Tennisspielerin
- Henke, Walter (1905–1991), deutscher Schachkomponist
- Henke, Werner (1909–1944), deutscher Marineoffizier und U-Bootkommandant im Zweiten Weltkrieg
- Henke, Wilhelm (1834–1896), deutscher Anatom und Professor für Anatomie an der Universität Tübingen
- Henke, Wilhelm (1897–1981), deutscher Pfarrer, Theologe und Landesbischof in Schaumburg-Lippe
- Henke, Wilhelm (1926–1992), deutscher Rechtswissenschaftler und Hochschullehrer
- Henke, Willy (1902–1982), deutscher politischer Funktionär und SA-Führer
- Henke, Winfried (* 1944), deutscher Anthropologe
- Henke-Bockschatz, Gerhard (* 1954), deutscher Geschichtsdidaktiker
- Henkel, Alexandra (* 1971), deutsche Schauspielerin
- Henkel, Alexandra (* 1972), deutsche Kinderdarstellerin der ZDF-Weihnachtsserie Ron und Tanja
- Henkel, Almut (* 1962), deutsche Theaterschauspielerin
- Henkel, Ana Paula (* 1972), brasilianische Beachvolleyballspielerin
- Henkel, Andrea (* 1977), deutsche BiathletinAndrea Henkel (* 1977)

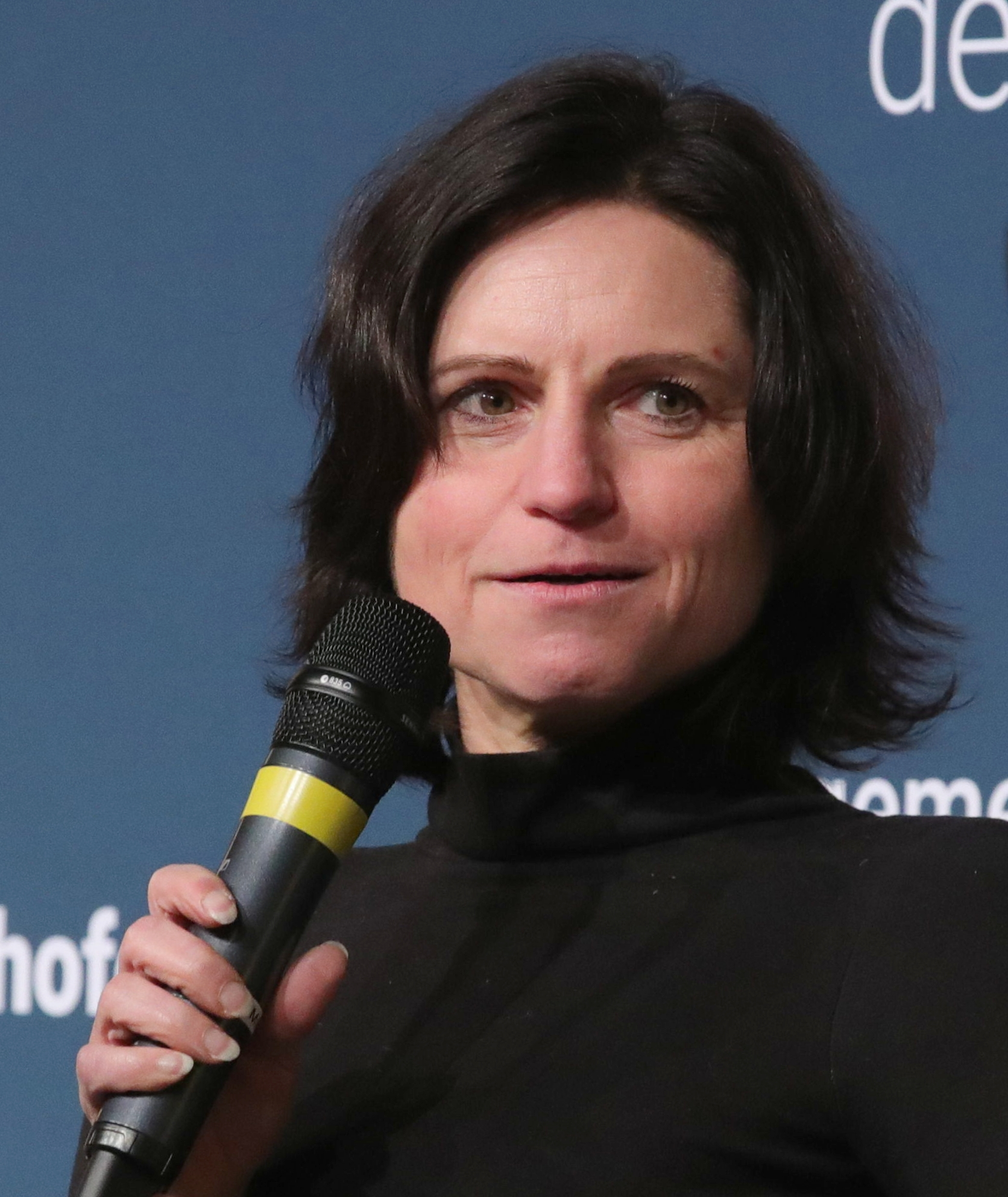
Andrea Henkel (* 1977)

- Henkel, Andreas (* 1731), deutscher Stuckateur und Bauhandwerker
- Henkel, Arthur (1915–2005), deutscher Germanist und Literaturhistoriker
- Henkel, Beate (* 1960), deutsche Fußballspielerin
- Henkel, Bodo (* 1952), deutscher Moderator und Synchronsprecher
- Henkel, Carl (* 1969), US-amerikanischer Beachvolleyballspieler
- Henkel, Carl Ludwig (1815–1853), Bürgermeister und Polizeidirektor
- Henkel, Christin (* 1984), deutsche Autorin, Komponistin, Sängerin und Musikerin
- Henkel, Christoph (* 1958), deutscher Unternehmer
- Henkel, David (1921–2006), britischer Geotechniker
- Henkel, Dieter (1933–2016), deutscher Schauspieler und Regisseur
- Henkel, Dieter (1944–2023), deutscher Psychologe und Suchtforscher
- Henkel, Erich G. (1913–1998), deutscher Unternehmer und Kunstsammler
- Henkel, Erwin (1936–2023), deutscher Politiker (SPD)
- Henkel, Eugen (1909–1978), deutscher Jazzmusiker
- Henkel, Frank (* 1963), deutscher Politiker (CDU) in BerlinFrank Henkel (* 1963)

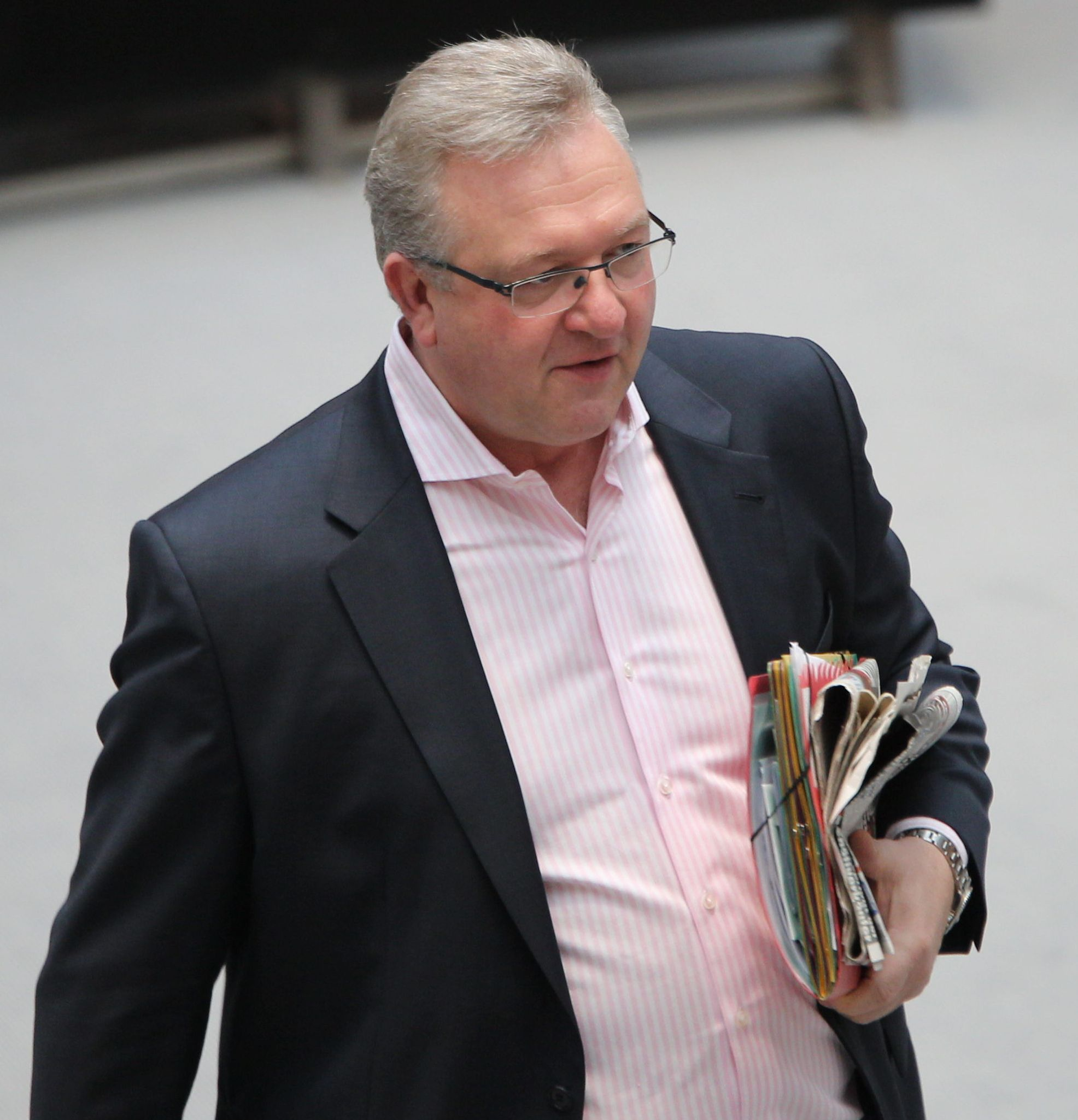
Frank Henkel (* 1963)

- Henkel, Franz (1882–1959), deutscher Politiker (DDP, FDP), MdL, Oberbürgermeister von Hannover
- Henkel, Friedrich B. (* 1936), deutscher Bildhauer und Grafiker
- Henkel, Friedrich Karl (1848–1930), deutscher Unternehmer und Gründer des Henkel-Konzerns
- Henkel, Fritz (1885–1932), deutscher Landwirt und Politiker (Zentrum), MdL
- Henkel, Fritz (1886–1939), deutscher Konsularbeamter
- Henkel, Fynn (1996–2015), deutscher Schauspieler
- Henkel, Gabriele (1931–2017), deutsche Kunstsammlerin, Kunstmäzenin, Autorin und Künstlerin
- Henkel, Georg Wilhelm (1861–1934), deutscher Lehrer, Kirchenmusiker und Komponist
- Henkel, Gerald (* 1948), deutscher Chemiker (Anorganische Chemie)
- Henkel, Gerhard (* 1943), deutscher Geograph mit Schwerpunkt Anthropogeographie
- Henkel, Gina (* 1980), deutsche Schauspielerin
- Henkel, Guido (* 1964), deutsch-US-amerikanischer Computerspieldesigner und Autor
- Henkel, Hans (1945–2017), deutscher Fußballspieler
- Henkel, Hans-Olaf (* 1940), deutscher Politiker (AfD, LKR) und PublizistHans-Olaf Henkel (* 1940)

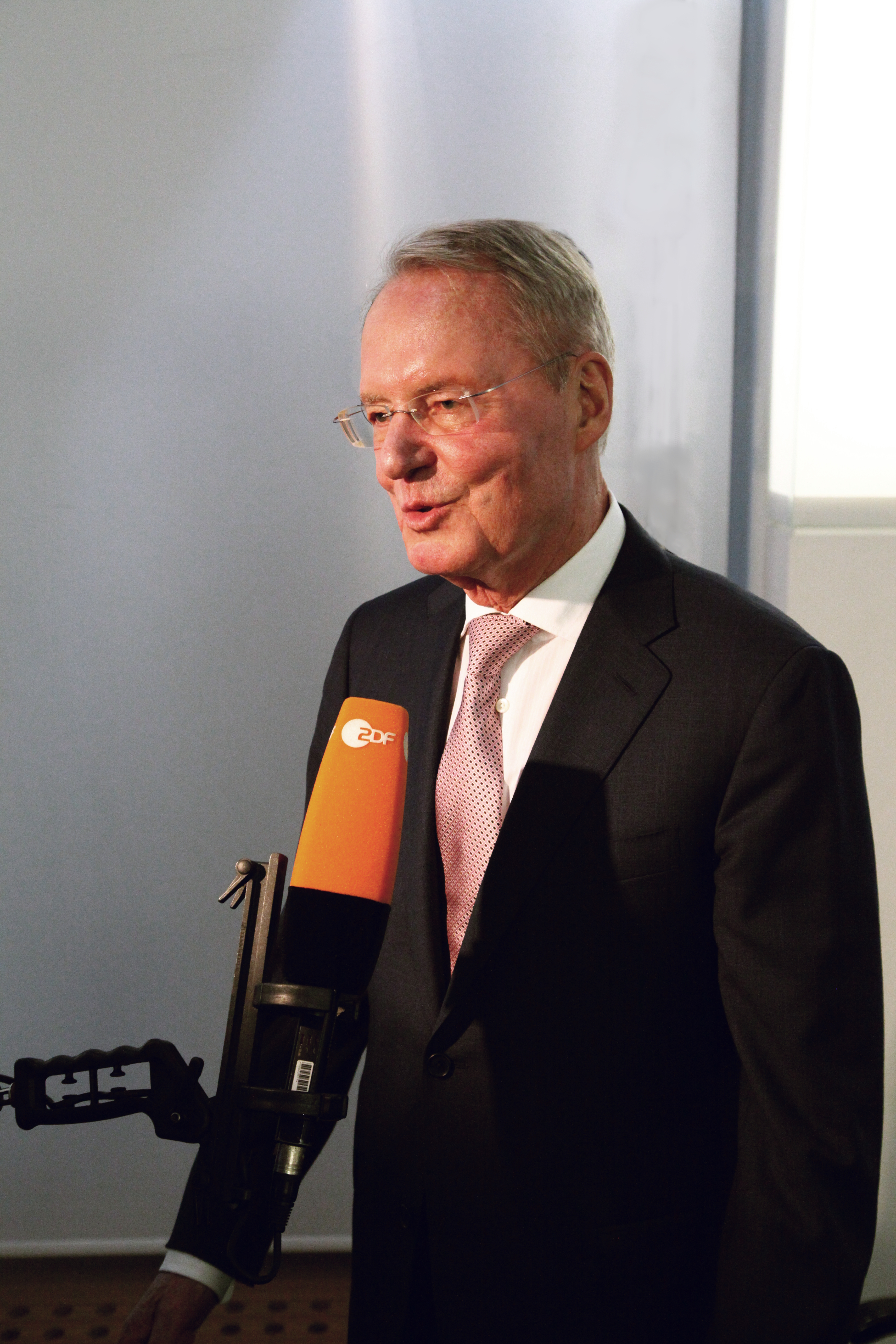
Hans-Olaf Henkel (* 1940)

- Henkel, Heike (* 1964), deutsche Hochspringerin und Olympiasiegerin
- Henkel, Heinrich (1802–1873), deutscher liberaler Politiker
- Henkel, Heinrich (1822–1899), deutscher Musiklehrer, Pianist und Komponist
- Henkel, Heinrich (1850–1899), deutscher Kunst- und Handelsgärtner
- Henkel, Heinrich (1903–1981), deutscher Rechtswissenschaftler
- Henkel, Heinrich (1937–2017), deutscher Dramatiker, der für das Theater und Hörspiele schrieb
- Henkel, Henner (1915–1943), deutscher TennisspielerHenner Henkel (1915–1943)

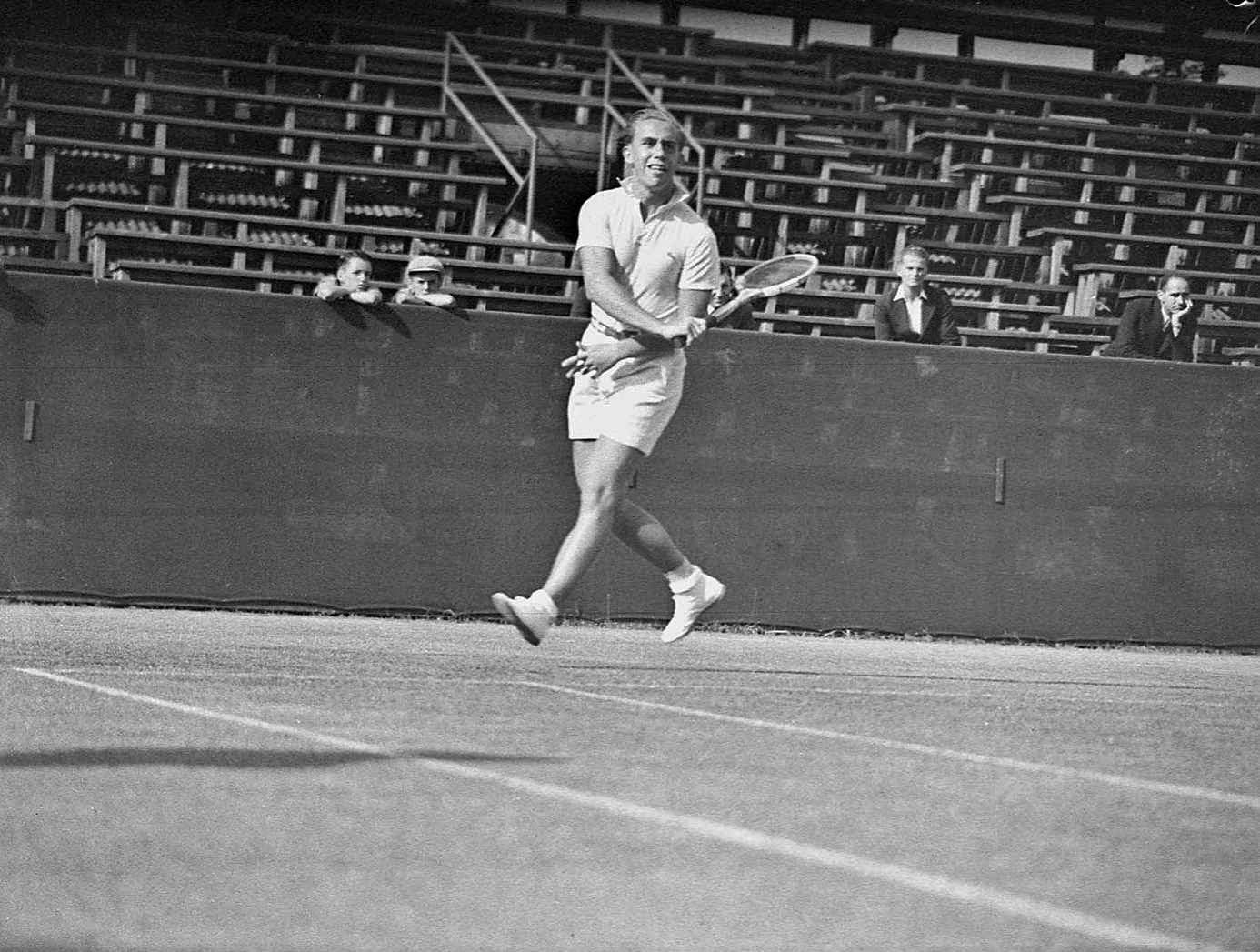
Henner Henkel (1915–1943)

- Henkel, Hugo (1881–1952), deutscher Industrieller
- Henkel, Irmin (1921–1977), südafrikanischer Maler
- Henkel, Jan (* 1973), deutscher Fernsehmoderator
- Henkel, Joachim (* 1965), deutscher Wirtschaftswissenschaftler und Hochschullehrer
- Henkel, Johann Baptist (1825–1871), deutscher Botaniker und Pharmakologe
- Henkel, Jost (1909–1961), deutscher Unternehmer
- Henkel, Karin (* 1970), deutsche Theaterregisseurin
- Henkel, Karl (* 1883), deutscher Instrumentenbauer
- Henkel, Karoline (* 1987), deutsche Filmproduzentin
- Henkel, Kim (* 1946), US-amerikanischer Filmregisseur, Drehbuchautor und Filmproduzent
- Henkel, Knut (* 1965), deutscher Hochschullehrer für Betriebswirtschaft
- Henkel, Konrad (1915–1999), deutscher Industrieller, langjähriger Chef des Henkel-Konzerns und Chemiker
- Henkel, Loraine (* 1988), deutsche Volleyball-Nationalspielerin
- Henkel, Lore (1914–2017), deutsche Stenotypistin, Diplom-Volkswirtin, Dozentin und vielfach geehrte Kommunalpolitikerin
- Henkel, Manfred (1936–1988), deutscher Maler, Zeichner und Bildhauer
- Henkel, Manuela (* 1974), deutsche Skilangläuferin
- Henkel, Martin (1943–2021), deutscher Sozialwissenschaftler und Sachbuchautor
- Henkel, Martin (* 1975), deutscher Politiker (CDU), MdL
- Henkel, Mathias (* 1947), deutscher Politiker (CDU)
- Henkel, Matthias (* 1960), deutscher Fußballspieler
- Henkel, Matthias (* 1962), deutscher Kulturhistoriker und Volkskundler
- Henkel, Matthias (1962–2020), deutscher Schauspieler
- Henkel, Max (1870–1941), deutscher Gynäkologe und Geburtshelfer
- Henkel, Max Ditmar (1879–1944), deutsch-niederländischer Kunsthistoriker
- Henkel, Michael (1780–1851), deutscher Komponist und Organist
- Henkel, Michael (* 1967), deutscher Politikwissenschaftler und ehemaliger Hochschullehrer
- Henkel, Nikolaus (* 1945), deutscher Germanist
- Henkel, Nils (* 1969), deutscher KochNils Henkel (* 1969)

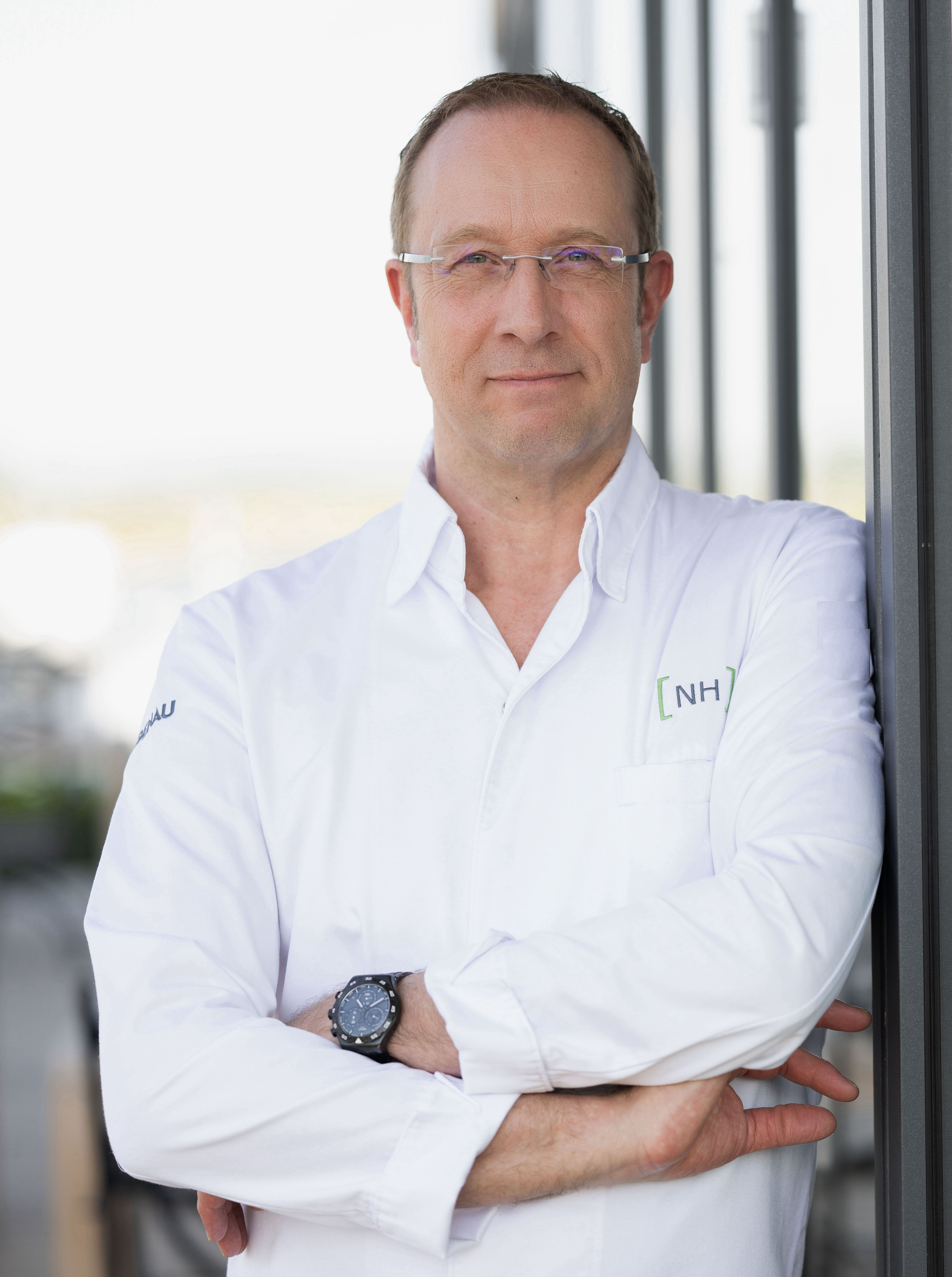
Nils Henkel (* 1969)

- Henkel, Oliver (* 1973), deutscher Science-Fiction-Schriftsteller
- Henkel, Peter (* 1942), deutscher Journalist und Sachbuchautor
- Henkel, Rainer (* 1964), deutscher Schwimmer
- Henkel, Rudolf (1925–2021), deutscher Zahnarzt, Büttenredner, Buchautor und Präsident des Mainzer Carneval-Vereins (MCV)
- Henkel, Siegfried (1931–1984), deutscher Paläontologe
- Henkel, Susanna Yoko (* 1975), deutsche Violinistin
- Henkel, Theodor (1855–1934), deutscher Milchwissenschaftler
- Henkel, Tim (* 1988), deutscher Handballspieler
- Henkel, Ubaldine (1903–1943), deutsche römisch-katholische Ordensfrau, Missionsschwester und Märtyrin
- Henkel, Uli (* 1954), deutscher Politiker (AfD), MdL
- Henkel, Wilhelm (1788–1853), deutscher Theaterschauspieler, -direktor und -regisseur
- Henkel, Wilhelm (1909–1947), deutscher Zahnarzt im KZ Mauthausen
- Henkel-Gebhardi, Konrad von (1860–1923), deutscher Admiral der Kaiserlichen Marine
- Henkel-Grönemeyer, Anna (1953–1998), deutsche Schauspielerin
- Henkel-Waidhofer, Brigitte Johanna (* 1958), österreichische Autorin und Korrespondentin für Landespolitik
- Henkelhausen, Felix (* 1995), deutscher Jazzmusiker (Kontrabass, Komposition)
- Henkell, Adam (1801–1866), deutscher Kellereiunternehmer
- Henkell, Otto (1869–1929), deutscher Unternehmer und SektfabrikantOtto Henkell (1869–1929)

Otto Henkell (1869–1929)

- Henkelman, Wouter F. M. (* 1974), niederländischer Althistoriker und Altorientalist
- Henkelmann, Günther (* 1952), deutscher Fußballspieler
- Henkelmann, Karl Albert (1858–1928), deutscher Heimatforscher und Sachbuchautor
- Henkelmann, Willi (1899–1928), deutscher Motorradrennfahrer
- Henkels, Kurt (1910–1986), deutscher Musiker und Bandleader
- Henkels, Paul (1892–1973), deutscher Tierarzt und Hochschullehrer
- Henkels, Walter (1906–1987), deutscher Journalist und Buchautor
- Henkemans, Hans (1913–1995), niederländischer Pianist, Komponist und Psychotherapeut
- Henkemeyer, Ferdinand (1881–1961), Landrat des Kreises Paderborn
- Henken, Hans (* 1992), US-amerikanischer Regattasegler
- Henkenborg, Peter (1955–2015), deutscher Politikwissenschaftler und Hochschullehrer
- Henkenhaf, Jakob (1855–1927), deutscher Architekt
- Henker, Jobst (* 1941), deutscher Mediziner (Kinder- und Jugendmedizin)
- Henker, Jürgen (* 1940), deutscher Maler und Grafiker
- Henker, Karl Richard (1873–1942), deutscher Architekt und Zeichner
- Henker, Konrad (* 1979), deutscher Maler und Graphiker
- Henker, Michael (* 1948), österreichischer Historiker, Museumsfachmann
- Henker, Paul R. (1898–1960), deutscher Schauspieler und Regisseur
- Henker, Siegmar (1942–2009), deutscher Behindertensportler
- Henker, Thomas, deutscher Ökonom und Hochschullehrer
- Henkes, Anna (* 1984), deutsche Handballspielerin
- Henkes, Heinz-Jürgen (* 1949), deutscher Fußballspieler
- Henkes, Judd (* 2001), US-amerikanischer Snowboarder
- Henkes, Kevin (* 1960), US-amerikanischer Schriftsteller und Illustrator
- Henkes, Klaus (1929–2003), deutscher Militär, Generalleutnant der LSK/LV der Nationalen Volksarmee
- Henkes, Paul (1898–1984), luxemburgischer Schriftsteller und Lyriker
- Henkes, Peter (* 1962), deutscher Fußballspieler
- Henkes, Richard (1900–1945), deutscher Pallottiner-Pater und Opfer des NationalsozialismusRichard Henkes (1900–1945)

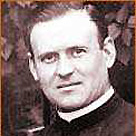
Richard Henkes (1900–1945)

### Henki
- Henkin, David M., US-amerikanischer Historiker
- Henkin, Hilary (* 1952), US-amerikanische Drehbuchautorin
- Henkin, Joseph Eliahu (1881–1973), US-amerikanischer orthodoxer Rabbiner
- Henkin, Leon (1921–2006), US-amerikanischer Logiker
- Henkin, Louis (1917–2010), amerikanischer Jurist
- Henking, Bernhard (1897–1988), Schweizer Kirchenmusiker und Komponist
- Henking, Christian (* 1961), Schweizer Komponist, Dirigent und Chorleiter
- Henking, Hermann (1858–1942), deutscher Zoologe und Entwicklungsbiologe
- Henking, Karl H. (1923–2005), Schweizer Ethnologe
- Henking, Monika (* 1944), Schweizer Kirchenmusikerin, Organistin und Hochschullehrerin

### Henkl
- Henkle, Eli Jones (1828–1893), US-amerikanischer Politiker
- Henkle, Joseph W. (1906–1983), US-amerikanischer Politiker
- Henklein, Eduarda (* 2009), brasilianische Schlagzeugerin und Sängerin
- Henkler, Klaus-Dieter (* 1944), deutscher Sänger, Komponist und TexterKlaus-Dieter Henkler (* 1944)

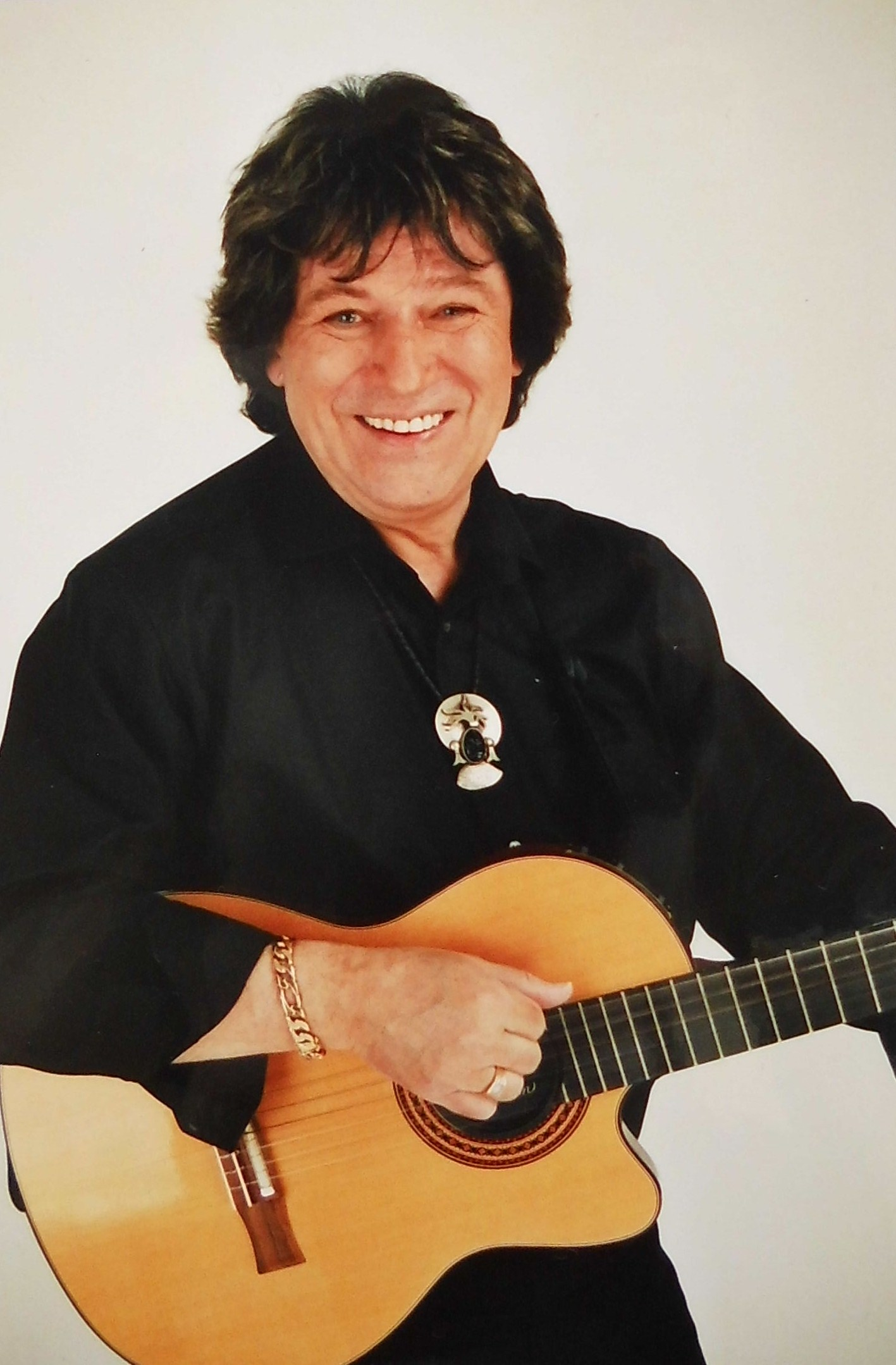
Klaus-Dieter Henkler (* 1944)

### Henks
- Henksmeier, Karl Heinz (1922–2012), deutscher Betriebswirt

### Henky
- Henkys, Jürgen (1929–2015), deutscher Pfarrer, evangelischer Theologe und Kirchenlieddichter
- Henkys, Reinhard (1928–2005), deutscher evangelischer Publizist und Journalist